# Guadalupe Victoria, Santa María Tlahuitoltepec
Guadalupe Victoria är en ort i Mexiko.   Den ligger i kommunen Santa María Tlahuitoltepec och delstaten Oaxaca, i den sydöstra delen av landet, 400 km sydost om huvudstaden Mexico City. Guadalupe Victoria ligger 2 284 meter över havet och antalet invånare är 512.
Terrängen runt Guadalupe Victoria är bergig åt nordost, men åt sydväst är den kuperad. Runt Guadalupe Victoria är det ganska glesbefolkat, med 25 invånare per kvadratkilometer. Närmaste större samhälle är Tamazulápam del Espíritu Santo, 3,7 km sydväst om Guadalupe Victoria. I omgivningarna runt Guadalupe Victoria växer i huvudsak städsegrön lövskog.